# Русское чудо (фильм, 1994)
«Русское чудо» — российская кинокомедия 1994 года. Вторая часть трилогии Михаила Кокшенова «Русский бизнес» — «Русское чудо» — «Русский счёт».

## Сюжет
На гастроли в США должен отправиться всемирно известный экстрасенс Юрий Кошмаровский (прототип: Анатолий Кашпировский), однако поехать туда он не может. Администратору удаётся найти двойника Кошмаровского. Проблема в том, что двойник (Семён Фарада) слабо представляет себе, что он должен делать на сцене.

## В ролях
- Семён Фарада — Пётр, он же «Эй» / экстрасенс Юрий Пантелеевич Кошмаровский
- Михаил Кокшенов — Иван
- Наталья Крачковская — тётя Катя
- Рудольф Рудин — Боб Склянский (роль озвучивал Юрий Саранцев)
- Леонид Куравлёв — Сеня (Семён Котов — Сэм Кэтмен)
- Татьяна Кравченко — Маруся
- Вадим Захарченко — Плешивый
- Евгений Марченко — Певец
- Валерий Носик — Изя Шац
- Анатолий Обухов — Толя

## Съёмочная группа
- Режиссёр-постановщик: Михаил Кокшенов
- Продюсер: Михаил Кокшенов
- Авторы сценария: Аркадий Инин, Леонид Треер
- Оператор-постановщик: Александр Масс
- Художник-постановщик: Эмма Малая
- Композитор: Георгий Мовсесян
- Песня «Удача» на слова Аркадия Инина

## Критика
В 1996 году критик Валерий Туровский в своей рецензии на страницах газеты «Известия» назвал молниеносно снятую талантливым, по мнению Туровского, комедийным актёром Михаилом Кокшеновым комедийную кинотрилогию («Русский бизнес», «Русский счёт» и «Русское чудо») целой русской фантазией, обрушенной на зрителей. Туровский предположил, что Кокшенов, вероятно, посчитал, что и сам сумеет снять фильмы так, как его самого снимают другие режиссёры. По утверждению Туровского, абсолютно узнаваемы все шутки, репризы и реалии картин, как будто списанные с российской натуры. Туровского удивило, что в создании этой вымученной трилогии принимал участие один из лучших, по мнению Туровского, российских кинодраматургов Аркадий Инин. Туровский счёл «русскость» трилогии обманчивой, связав эту обманчивость с неверностью представлений Кокшенова о смешном и несмешном. Туровский утверждал, что щедро рассыпанные в фильмах трилогии сюжетные несуразности, коллизии и шутки, являются глупыми и могут вызывать только глупый смех, а заключённая в сюжетных конструкциях ложная комичность повлекла за собой и ложность актёрской игры. Комикование, поставленное самоцелью фильмов, стремление, во что бы то ни стало, рассмешить вызывают, по мнению Туровского, лишь скуку и чувство неловкости за замечательных талантливых актёров. Туровский нашёл, что даже таланта Леонида Куравлёва, про которого принято было говорить, что он способен сыграть даже телефонный справочник или поваренную книгу, не хватило для того, чтобы придать «Русскому чуду» жизни.
В 1999 году Арон Канторович, ведущий раздела «Видеоклуб» в издававшемся в Балтиморе журнале русской эмиграции «Вестник», в выпуске от 25 мая писал о фильме «Русское чудо», как о попытке испытать себя в роли режиссёра, предпринятой известным комедийным актёром Михаилом Кокшеновым. По мнению Канторовича, выбранный Кокшеновым сценарий Шреера и Инина был неудачным, вобравшим в себя все известные байки о русских в Америке, в том числе байку о Кашпировском. Заменив фамилию главного героя экстрасенса на Кашмаровский, авторы фильма попытались сотворить «русское чудо», то есть снять серьёзный фильм, по утверждению Канторовича, «на халяву», что им не удалось, поскольку, как отметил Канторович, «чудес на свете не бывает».
В 2001 году Дмитрий Савельев в биографической статье о Михаиле Кокшенове в семитомном издании «Новейшая история отечественного кино» отзывался о режиссёрском опыте актёра (авантюрной кинотрилогии «Русский бизнес», «Русский счёт» и «Русское чудо»), как о неудачном предприятии-вылазке. По мнению Савельева, Кокшенов изготовил трилогию в посткооперативные времена, основываясь на кооперативных рецептах, и получил на выходе типичный для ранних 1990-х годов целлулоидный образец эстетических и жанровых пристрастий распоясавшегося тогда кинематографа. Савельев допустил, что указанная трилогия могла быть попыткой Кокшенова, продлив своему герою жизнь за кадром, позволить тому снять, по собственному разумению, авторское кино.